# Rodrigo Alvim
Rodrigo Oliveira da Silva Alvim, noto semplicemente come Rodrigo Alvim (Porto Alegre, 23 novembre 1983), è un ex calciatore brasiliano, di ruolo difensore.

## Palmarès

### Club

#### Competizioni statali
- Campionato Paranaense: 1

Paraná: 2006
- Campionato Carioca: 1

Flamengo: 2011

#### Competizioni nazionali
- Campionato brasiliano di seconda divisione: 1

Grêmio: 2005
- Campionato tedesco: 1

Wolfsburg: 2008-2009